# سدي موشيه
سدي موشيه هي مستوطنة صهيونية مقامة على أراضي قرية عراق المنشية الفلسطينية المدمرة. أنشئت المستوطنة في عام 1956 وسميت بهذا الاسم تخليداً للبارون الألماني اليهودي موريس دي هيرش الذي كان يسمى بالعبرية موشيه ويعتبر من مؤسسي جمعية الاستعمار اليهودي عام 1891 التي كان هدفها توطين اليهود الشرق أوروبيين في الأرجنتين والبرازيل.